# Akaflieg München Mü 12
Die Akaflieg München Mü 12 „Kiwi“ war ein Segelflugzeug der studentischen Fliegergruppe Akaflieg München.

## Geschichte
Nachdem die Akaflieg München nach der Machtergreifung 1935 in Flugtechnische Fachgruppe der TH München bei der DVL umbenannt und damit auch von staatlicher Seite gefördert wurde, setzte eine rege Bautätigkeit ein, deren Ergebnis unter anderem die Mü 12 „Kiwi“ war. Sie wurde 1935 als Übungseinsitzer gebaut, konnte aber die erwarteten Flugleistungen nicht vollständig erfüllen. So wurde auch ihre Zulassung nach einigen Testflügen nicht verlängert und das Projekt Ende 1935 eingestellt.

## Technische Daten
| Kenngröße       | Daten    |
| --------------- | -------- |
| Besatzung       | 1        |
| Spannweite      | 12,35 m  |
| Flügelfläche    | 16,46 m² |
| Flügelstreckung | 9,7      |
| Leermasse       | 114,7 kg |
| max. Startmasse | 200 kg   |